# All About Us
All About Us – pierwszy z singli duetu t.A.T.u. promujących album Dangerous and Moving. Po raz pierwszy został wydany 1 września 2005 roku. Łącznie, na całym świecie ukazał się w dwudziestu siedmiu wersjach wydanych nakładem Interscope Records i Universal Music Group głównie na CD, ponadto w Europie i Stanach Zjednoczonych ukazała się wersja na płycie winylowej, zaś w Japonii – na kasecie. Singel został także wydany w wersji wideo, obecnej w sprzedaży na terenie Wielkiej Brytanii i Stanów Zjednoczonych na DVD.

## Teledysk
Teledysk do utworu „All About Us” został wyreżyserowany przez Jamesa Coxa, a zdjęcia do niego powstały w Los Angeles, nakręcony w czerwcu 2005. . Jego pierwotna wersja została ocenzurowana z powodu sceny, w której jedna z wokalistek t.A.T.u. strzela z broni w głowę przestępcy. Wersję pozbawioną cenzury można było jednak oglądać po godzinie 22:00 w niektórych stacjach muzycznych. Obecnie jest ona dostępna w internecie za pośrednictwem serwisu Vevo.
W Polsce teledysk był jednym z najchętniej oglądanych tego typu materiałów na antenie stacji muzycznej VIVA Polska –  w emitowanym na niej programie Get the clip cieszył się dużą popularnością wśród głosujących za pomocą SMS-ów widzów. W zorganizowanym na portalu Interia.pl głosowaniu na najlepsze teledyski 2005 roku zajął 7. miejsce w kategorii „Świat”.

## Odbiór
Na całym świecie singel sprzedał się w ponad 1 milionie egzemplarzy. Dotarł do czołowych miejsc list przebojów m.in. w Europie, Chinach, Indonezji, Japonii i Stanach Zjednoczonych. Został również nagrodzony Platynową Płytą światowego podsumowania United World Chart.
W Polsce utwór „All About Us” w okresie od 21 października 2005 do 4 stycznia 2006 roku był 51 razy notowany (w tym 1 raz na pierwszym miejscu) na POPliście radia RMF FM, a także zajął w 2005 roku 2. miejsce w Gorącej Setce Radia Eska, będącej corocznym podsumowaniem największych przebojów, tworzonym przez głosowanie słuchaczy tej stacji na listę Gorąca 20, prezentowanej na antenie w ostatni dzień roku.

## Lista utworów
Poniżej zostały przedstawione wybrane wersje singla. Opracowano na podstawie materiału źródłowego.
| Singel promo 2xLP (2005) 1. „All About Us” (Dave Audé Big Room Vocal) (7:56) 2. „All About Us” (Dave's Acid Funk Dub) (8:17) 3. „All About Us” (Stephane K Extended Mix) (6:24) 4. „All About Us” (Dave Audé Big Mixshow) (5:33) 5. „All About Us” (The Lovemakers Mix) (4:52) 6. „All About Us” (Dave Audé Big Club Dub) (8:10) Maxi singel CD (30 września 2005) 1. „All About Us” (Single Version) (3:02) 2. „Divine” (3:19) 3. „All About Us” (Stephane K Mix Radio Edit) (4:01) 4. Video - „All About Us” (Uncensored Version) (3:27) Maxi singel CD (30 września 2005) 1. „All About Us” (Single Version) (3:02) 2. „Divine” (3:19) 3. „All About Us” (Dave Audé Vocal Edit) (4:10) 4. „All About Us” (Stephane K Radio Mix) (4:01) 5. Video - „All About Us” (Edited Version) Singel CD (2005) 1. „All About Us” (Single Version) (3:02) 2. „Divine” (Non LP Long Version) (3:18) | Singel promo LP (2005) 1. „All About Us” (Glam As You Mix By Guéna LG) (6:25) 2. „All About Us” (Dave Audé Big Mix Show) (5:36) 3. „All About Us” (Sunset In Ibiza Radio Mix By Guéna LG) (4:24) 4. „All About Us” (Album Version) (3:02) Singel CD (1 września 2005) 1. „All About Us” (3:02) 2. „All About Us” (Instrumental/Karaoke) (3:02) Singel promo CD 1. „All About Us” (Dave Aude Big Room Vocal) (8:01) 2. „All About Us” (Dave Aude Vocal Edit) (4:12) 3. „All About Us” (Dave Aude Big Club Dub) (8:11) 4. „All About Us” (Dave Aude Big Mixshow) (5:37) 5. „All About Us” (Dave's Acid Funk Dub) (8:20) 6. „All About Us” (Stephane K Radio Mix) (4:04) 7. „All About Us” (Stephane K Extended Mix) (6:22) 8. „All About Us” (Stephane K Guitar Dub Mix) (4:41) 9. „All About Us” (The Lovemakers Mix) (4:54) 10. „All About Us” (Glam As You Mix By Guena LG) (6:27) 11. „All About Us” (Glam As You Radio Mix By Guena LG) (3:51) 12. „All About Us” (Sunset In Ibiza Mix By Guena LG) (8:28) 13. „All About Us” (Sunset In Ibiza Radio Mix By Guena LG) (4:24) |

## Twórcy
Na przykładzie wydania europejskiego z 30 września 2005 roku. Opracowano na podstawie materiału źródłowego.
- Billy Steinberg, Jeremy Alexander, Jessica Origliasso, Lisa Origliasso – autorstwo
- Martin Kierszenbaum - A&R, produkcja
- Boris Rienski - produkcja wykonawcza
- Robert Orton - miksowanie
- David Junk - reżyseria wykonawcza ze strony Universal Russia
- Wiliam Hames - fotografie
- Lena Katina, Julia Wołkowa – wokal

## Sprzedaż
| Kraj/Region                   | Status  | Sprzedaż  |
| ----------------------------- | ------- | --------- |
| Filipiny                      |         | 100.000   |
| Francja                       |         | 135.000   |
| Japonia – Oricon              |         | 20.000    |
| Tajwan                        | Złoto   | 20.000    |
| United World Chart – sprzedaż | Platyna | 920.000   |
| United World Chart – punkty   | Platyna | 2,500,000 |

## Notowania
| Główne listy                                             | Pozycja |
| -------------------------------------------------------- | ------- |
| Australia                                                | 39      |
| Austria                                                  | 3       |
| Belgia (Flandria)                                        | 11      |
| Belgia (Walonia)                                         | 4       |
| Brazylia – Top 100                                       | 19      |
| Chiny – International Top 20                             | 6       |
| Czechy – Airplay                                         | 6       |
| Europa – Airplay Top 100                                 | 9       |
| Finlandia                                                | 4       |
| Francja                                                  | 7       |
| Grecja – Radio Top 20                                    | 15      |
| Hongkong – Airplay                                       | 1       |
| Holandia                                                 | 39      |
| Irlandia                                                 | 20      |
| Indonezja                                                | 3       |
| Japonia – Oricon                                         | 27      |
| Japonia – Tokio Hot 100                                  | 15      |
| Niemcy                                                   | 7       |
| Norwegia                                                 | 10      |
| Rumunia – Top 100                                        | 16      |
| Polska – 30 Ton                                          | 1       |
| Rosja – Airplay Chart                                    | 5       |
| Szwecja                                                  | 6       |
| Szwajcaria                                               | 9       |
| Tajwan – Top 10                                          | 1       |
| Wielka Brytania – Top 75                                 | 8       |
| Włochy                                                   | 4       |
| Stany Zjednoczone – Billboard, Hot Digital Tracks        | 4       |
| Stany Zjednoczone – Billboard, Hot Dance Music/Club Play | 13      |
| United World Chart – ogólnoświatowa lista                | 12      |
| World Chart Show – ogólnoświatowy airplay                | 1       |
| Pozostałe listy                                          |         |
| Światowy Teledysk Roku 2005 – Interia.pl                 | 7       |
| Austria – podsumowanie 2005 roku                         | 35      |
| Belgia (Flandria) – podsumowanie 2005 roku               | 67      |
| Belgia (Walonia) – podsumowanie 2005 roku                | 38      |
| Europa Airplay – podsumowanie 2006 roku                  | 70      |
| Francja – podsumowanie 2005 roku                         | 62      |
| Polska – podsumowanie 2005 roku                          | 2       |
| Szwajcaria – podsumowanie 2005 roku                      | 92      |
| Wielka Brytania – podsumowanie 2005 roku                 | 167     |
| Włochy – podsumowanie 2005 roku                          | 22      |

## Covery
W 2007 roku szwedzki zespół melodic deathmetalowy/metalcore’owy Sonic Syndicate stworzył cover utworu „All About Us”, który zamieścił na swoim drugim albumie studyjnym, zatytułowanym Only Inhuman.